# Walker Racing
Walker Racing – amerykański zespół wyścigowy, założony w 1991 roku przez Derricka Walkera. Obecnie zespół startuje w United SportsCar Championship pod nazwą Team Falken Tire. W przeszłości ekipa pojawiała się w stawce Champ Car, IndyCar Series, Indianapolis 500, American Le Mans Series oraz Indy Lights.

## Zespoły

### CART/Champ Car
- Jon Beekhuis (1992)
- David Besnard (2004)
- Gil de Ferran (1997-1999)
- Luis Diaz (2003)
- Fredrik Ekblom (1996)
- Christian Fittipaldi (1995)
- A.J. Foyt (1992)
- Memo Gidley (1999)
- Scott Goodyear (1991-1993, 1996)
- Robby Gordon (1994-1996)
- Mike Groff (1992, 1996)
- Mário Haberfeld (2004)
- Naoki Hattori (1999)
- Bryan Herta (2000)
- Rodolfo Lavín (2003)
- Buddy Lazier (1991)
- Darren Manning (2003)
- Marcus Marshall (2005)
- Hiro Matsushita (1993)
- Shinji Nakano (2000)
- Simon Pagenaud (2007)
- Will Power (2005-2007)
- Willy T. Ribbs (1991-1994)
- Mark Smith (1994)
- Alex Tagliani (2005-2006, 2008)
- Tora Takagi (2001-2002)
- Michael Valiante (2004)
- Charles Zwolsman Jr. (2005)

### IRL IndyCar Series
- Paul Tracy (2008)
- Sarah Fisher (2000-2001)
- Mike Groff (1996)